# Actinidia rufa
Actinidia rufa är en tvåhjärtbladig växtart som först beskrevs av Sieb. och Zucc., och fick sitt nu gällande namn av Jules Émile Planchon och Friedrich Anton Wilhelm Miquel. Actinidia rufa ingår i släktet aktinidiasläktet, och familjen Actinidiaceae. Inga underarter finns listade i Catalogue of Life.